# Аничкино (Бековский район)
Ани́чкино — село Пяшинского сельсовета Бековского района Пензенской области.

## География
Село Аничкино расположено на востоке Бековского района, по правому берегу реки Пяша, в 3 км от административного центра сельсовета село Пяша. Расстояние до районного центра Беково по автомобильным дорогам — 37 км.

## История
По исследованиям историка-краеведа Полубоярова М. С., село основано помещиком Сергеем Васильевичем Аничковым в 1723 году. В 1730-е годы построен однопрестольный, деревянный на каменном фундаменте храм Введения во храм Пресвятой Богородицы. В 1859 году показано как владельческое село Дмитриевское (Аничкино, Пяша) при речке Пяше, 37 дворов, число жителей мужского пола — 114, женского — 139; 1 православная церковь. До отмены крепостного права принадлежало помещику Салову. В 1911 году — село Аничкино (Введенское) Репьевской волости Сердобского уезда Саратовской губернии, в селе 1 церковь, 1 церковно-приходская школа, 73 двора, 412 приписных душ, 18 посторонних душ; 270 десятин крестьянского посева, из них 175 на надельной земле, 53 — на купленной, 42 — на арендованной; 10 железных плугов, 2 веялки. До 12 ноября 1923 года — в составе Долгоруковской (Репьёвской, Константиновской) волости Сердобского уезда, затем до 17 марта 1924 года — центр сельсовета Пяшинской волости Сердобского уезда, затем вошло в состав Ключевского сельсовета Пяшинской волости. На 1928 год — село Аничкино Ключевского сельсовета Бековского района Балашовского округа (с 30 июля 1930 года Балашовский округ упразднён, район вошёл в Нижне-Волжский край) Нижне-Волжского края. 4 февраля 1939 года село вошло в состав вновь образованной Пензенской области. C 1955 года — село Пяшинского сельсовета Бековского района.

## Население
| 1859 | 1877 | 1911 | 1926 | 1939 | 1959 |
| ---- | ---- | ---- | ---- | ---- | ---- |
| 253  | ↗274 | ↗430 | ↗572 | ↘300 | ↗346 |
| 1979 | 1989 | 1996 | 2002 | 2007 | 2010 |
| ↘172 | ↗212 | ↘106 | ↘71  | ↘61  | ↗63  |
| 2011 |      |      |      |      |      |
| →63  |      |      |      |      |      |

## Инфраструктура
Село Аничкино не газифицировано. Село соединено с центром сельсовета село Пяша щебенчатой автодорогой, длиной 3,8 км.

## Улицы
- Центральная.